# هوغو فاريا
هوغو فاريا (بالبرتغالية: Hugo Miguel Encarnação Pires Faria‏) هو لاعب كرة قدم برتغالي، ولد في 12 فبراير 1983 في São Brás de Alportel ‏ في البرتغال. شارك مع منتخب البرتغال تحت 20 سنة لكرة القدم. أما مع النوادي، فقد لعب مع أونياو ليريا والنادي الرياضي بكالوني ولوليتيانو ونادي أبولون سميرني ونادي أولهانينسي ونادي فاليتا.

## وصلات خارجية
- هوغو فاريا على موقع قاعدة بيانات كرة القدم.إي يو (الإنجليزية)
- هوغو فاريا على موقع Soccerbase.com (لاعب) (الإنجليزية)
- هوغو فاريا على موقع Soccerway.com (الإنجليزية)